# Neoliberalismo na Bolívia

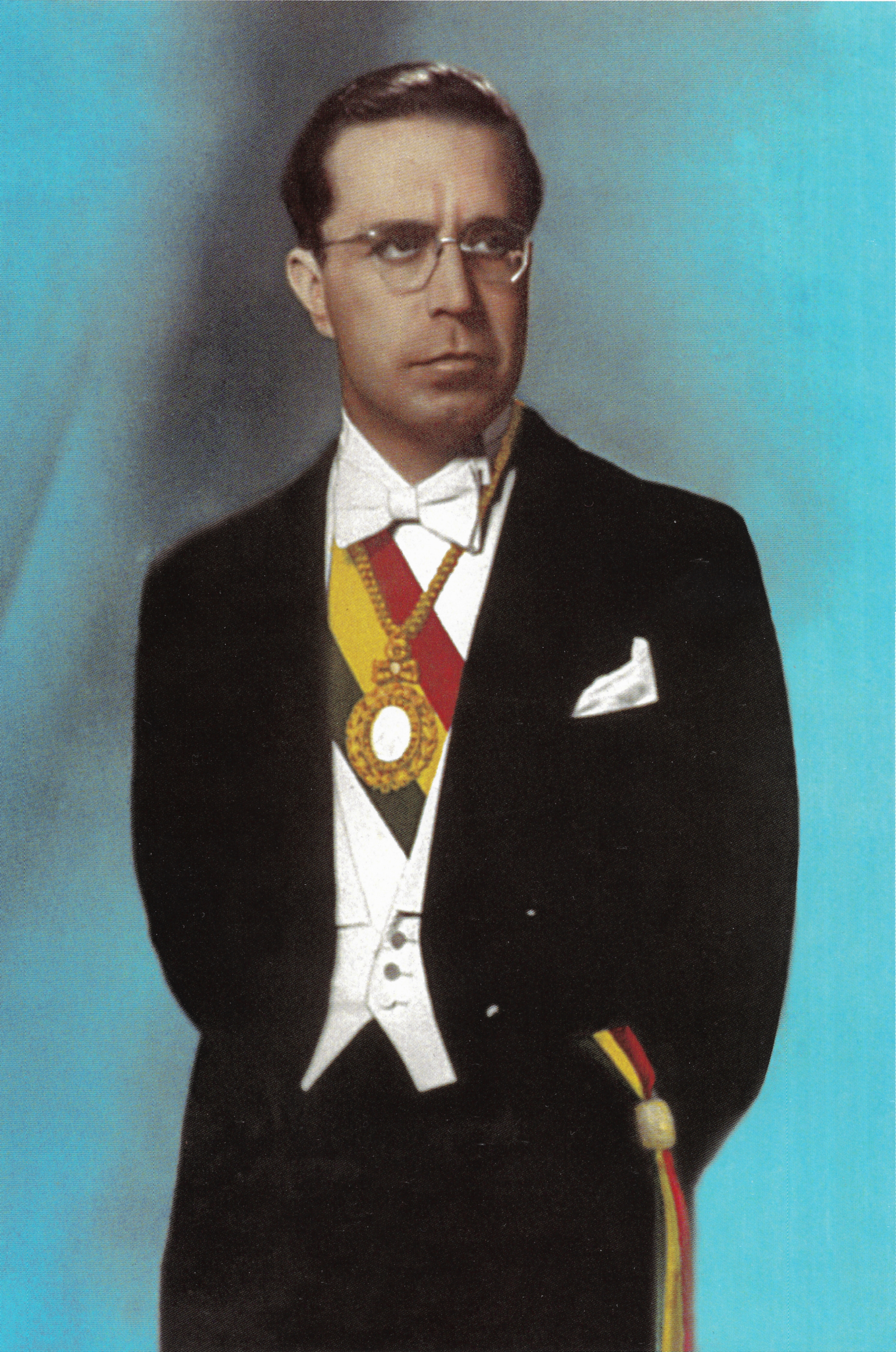
Víctor Paz Estensoro presidente da Bolívia neste (1985-1989

## Neoliberalismo boliviano
O governo de Victor Paz Estenssoro (1985-1989), iniciou a democracia compactuada, cujo período foi marcado não só pela estabilidade política, mas também, pela ascensão do neoliberalismo na Bolívia. O mandatário implementou o neoliberalismo por meio da promulgação do Decreto 21.060, no qual encerrava um ciclo de políticas econômicas e estruturais iniciadas com a Revolução de 1952.
Com o câmbio da moeda local flutuando em relação ao dólar, foram privatizadas empresas e propriedades estatais, e o investimento de capital estrangeiro foi aberto, acabando com as políticas protecionistas. Os efeitos da Nova Política Econômica (NPE) no controle da inflação, inicialmente, obtiveram sucesso e a taxa anual caiu de 12.000% para 9% em questão de meses. A Bolívia se converteu em um símbolo do neoliberalismo na tentativa de alcançar a estabilidade econômica. Entretanto, essa estrutura econômica teve um custo enorme para os trabalhadores, com o número alarmante de 30.000 mineiros desempregados em um ano.
A Nova Política Econômica (NPE) de Victor Paz Estenssoro não se restringiu ao seu mandato e se estendeu durante toda a década de 1990, com a privatização das empresas estatais e reformas de flexibilização de direitos sociais. Mas após o inicial apoio popular, a política neoliberal acumulava desgaste crescente, pois não apresentou soluções efetivas para os problemas sociais que sempre afetaram o país.
Ressalta-se que a Bolívia foi pioneira no '’teste'’ de práticas neoliberais em um sistema político já redemocratizado, do ponto de vista de um modelo de capitalismo de Estado. A premissa básica do Consenso de Washington 1989 era que, através da desregulamentação do mercado e da privatização de empresas estatais, seria possível gerar o desenvolvimento que diminuiria o atraso entre os países centrais e os considerados em subdesenvolvimento.

### Bolívia a venda 1990
A Bolívia durante a década de 1990 ficou marcada pelo aprofundamento das políticas neoliberais, sendo o segundo país a implementar as medidas neoliberais no Cone Sul. A estabilização econômica teve um êxito e a inflação nos anos seguintes esteve baixa após 1985. O fim da hiperinflação foi imediatamente definido como o “Milagre Boliviano” em que resultou na política cambial mediante a dolarização das contas bancárias do país. Neste sentido, a privatização das empresas estatais, a flexibilização de direitos sociais, bem como a liberalização da economia e a abertura política consolidaram a democracia.
Com a (NPE) já implementada, retirou-se os subsídios do setor industrial nas áreas de têxtil e alimentação. A economia boliviana foi drasticamente afetada pela abertura econômica que se seguiu na Bolívia a partir do neoliberalismo, levando a quebra de diversos setores e ao aumento dos preços. Do ponto de vista político, uma das características mais enfatizadas por analistas do período era estabilidade institucional conquistada.Tal estabilidade política que tinha ganhado com a “democracia pactuada”, começa a enfrentar uma crise institucional causada pela crise econômica mal solucionada na década de 1990. Essas alianças dos partidos políticos, permitiram uma estabilidade do regime, embora não tenha sido o suficiente para acabar com o clientelismo e a corrupção de Estado.
Ainda na década de 1990, com a ascensão do partido Movimento ao Socialismo - MAS, herdou-se a capacidade de negociação e de organização da sociedade civil, canalizando eleitoralmente toda a insatisfação com o período em resistência às políticas neoliberais. O PIB boliviano cresceu 4,1% anuais entre 1987 e 1998, valor mais elevado que a média latino-americana para a época, que foi de 2,6%. Definitivamente, a Bolívia foi um grande experimento para a política neoliberal, um país que levou à risca praticamente todas as orientações do Banco Mundial e do Fundo Monetário Internacional em relação a reforma política e econômica do país.
Os protagonistas nesse processo foram os movimentos sociais que surgiram em torno das questões da coca, da água, da cultura indígena e o debate e a defesa dos recursos naturais; também houve iniciativas políticas para se aproximar dos movimentos sociais. É nesse contexto que os protestos contra os serviços sociais vão se tornar fenômeno cotidiano no Estado boliviano.

#### Guerra da água 2000
A Guerra da Água 2000 foi uma revolta popular ocorrida em Cochabamba, em reação a concessão da Servicio Municipal de Agua Potable y Alcantarillado - SEMAPA para uma empresa estrangeira. Os recursos hídricos e dos sistemas de irrigação foram privatizados, gerando insatisfação da sociedade boliviana, motivando a mobilização em torno da luta pela água. Um elemento importante para a análise é o evento na história boliviana em que a água se tornou o centro de um conflito. Em poucas palavras, a guerra eclodiu como uma questão de sobrevivência, devido à escassez desse recurso vital. Assim, nota-se a irresponsabilidade do poder público e a ganância dos empresários que, sob o risco de colocar parcelas expressivas da população em situação de penúria e miséria, fizeram de tudo para obter maiores lucros prejudicando a população local.
A revolta popular tomou conta da cidade, a população enfrentava-se com a polícia para voltar a ocupar a Plaza de las Armas. Em março daquele mesmo ano, Coordinadora realizou um plebiscito popular de que apresentou um descontentamento generalizado com a política de privatização instituída pelo governo. Sob uma constante repressão vinda do governo, a revolta popular sai vitoriosa na guerra da água, onde fez a outorga do controle da SEMAPA às organizações populares; sem dúvidas destaca alguns elementos, como a importância do contexto social em que o movimento popular insurgiu e se consolidou em todo território. Com isso, os anos 2000 foram tão violentos que poderiam ser comparados aos de um regime de exceção, o governo respondeu violentamente às investidas da população, que sofreram ataques desproporcionais em termos de forças. Setores da sociedade como campesinato, trabalhadores assalariados e indígenas, foram fundamentais.

##### Guerra do gás 2003
Foi a maior mobilização desde da guerra da água em 2000, a Bolívia assinou um acordo, ainda na gestão Jorge Quiroga Ramirez, em 2002, para instalar no litoral do Chile uma central de liquefação de gás natural, para exportá-lo para os Estados Unidos. O declínio dos partidos políticos tradicionais até bem pouco tempo dominantes no monopólio da representação e intermediação política e, a consolidação de um projeto político neoliberal. Logo, a “Agenda de Outubro” faz referência ao período mais violento, marcado por confrontos da Guerra do Gás e a renúncia do então presidente Sánchez de Lozada.
Os protestos se radicalizaram com chamadas à ocupação de terras pelo Movimento Sem Terra boliviano, onde houve a conclamação de greve geral pela Central Operária Boliviana (COB) e novos bloqueios de estradas no departa. Em La Paz, no departamento de Cochabamba, foram feitos pedidos de renúncia do presidente e o cancelamento dos planos de exportação do gás via Chile.
Devido a tal contexto, Sánchez de Lozada renunciou à presidência e transferiu-se para os Estados Unidos. Carlos Mesa, seu vice-presidente, assumiu o cargo do Executivo, mas o próximo na linha de sucessão seria o Presidente do Senado. Sem o apoio da sociedade e do setor militar, os dois acabaram renunciando. Deste modo, Eduardo Rodríguez assumiu o poder no dia 9 de junho de 2005, representando mais uma vitória para a sociedade boliviana.